# NSW TrainLink

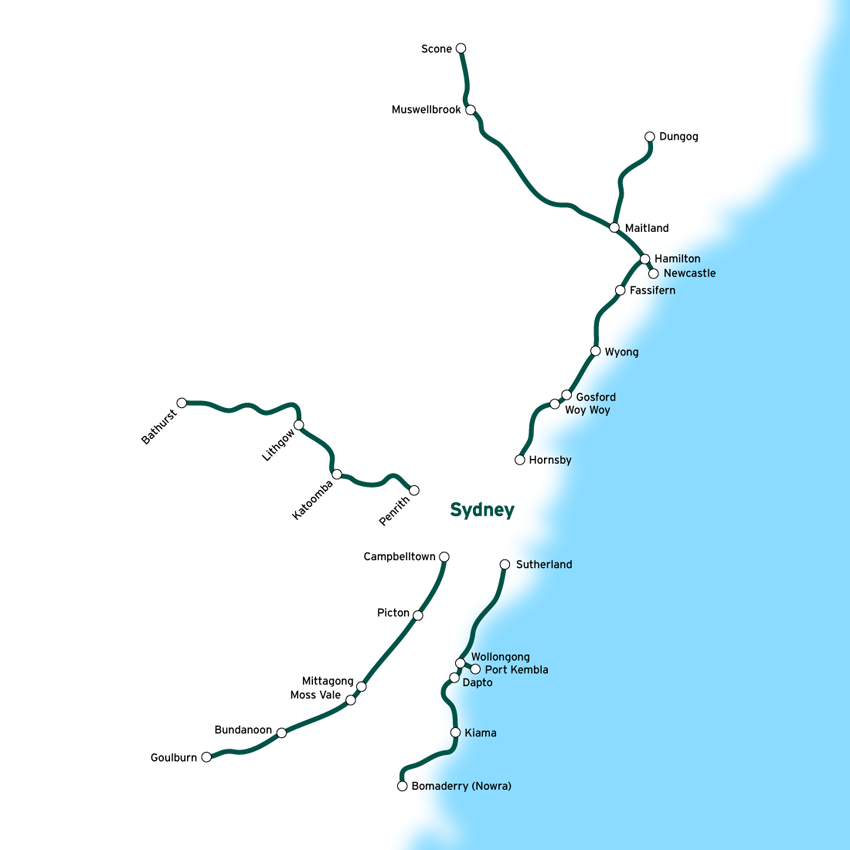
Rete ferroviaria degli Intercity NSW TrainLink

NSW TrainLink è un marchio per tutti i servizi ferroviari passeggeri del Nuovo Galles del Sud in Australia e di alcuni servizi di pullman al di fuori dell'area metropolitana di Sydney.
NSW TrainLink è una sussidiaria di Transport for New South Wales.
I servizi ferroviari sono gestiti dalla NSW Trains statale, mentre i servizi pullman sono forniti da operatori privati.